# Émilie Ambre
Pour les articles homonymes, voir Ambre (homonymie).
Émilie Gabrielle Adèle Ambre, née Émilie Gabrielle Adèle Ambroise à Oran le 6 juin 1849 et morte à Paris (9e arrondissement) le 11 avril 1898, est une chanteuse française d'opéra qui a interprété des rôles de soprano en Europe et en Amérique du Nord et termine sa carrière comme professeur de chant. Née à Oran en Algérie française et formée au Conservatoire de Marseille, elle est pendant plusieurs années la maîtresse de Guillaume III des Pays-Bas. Elle a un fils Robert par son amant Gaston de Beauplan, mais la relation s'est achevée après leur retour de la tournée américaine de 1880-1881, financièrement désastreuse que Beauplan a organisée pour mettre en valeur ses talents. À la suite de son retrait de la scène en 1890, Ambre ouvre une école de chant à Paris avec le compositeur Émile Bouichère avant de l'épouser en 1894.
En tant que chanteuse, elle est connue pour ses performances de Violetta, Manon et Aida, mais on se souvient surtout d'elle comme sujet du portrait d'Édouard Manet en Carmen.

## Biographie
Émilie Ambre est née à Oran en Algérie française au sein d'une famille française aisée. Après la mort de son père à l'âge de seize ans, elle se rend en France pour étudier au Conservatoire de Marseille et fait ses débuts dans cette ville. Elle se rend ensuite à Paris pour se perfectionner auprès de Gustave-Hippolyte Roger et y apparaît pour la première fois à l'Opéra-Comique dans La fille du régiment, après quoi elle est engagée pour chanter à Genève, Bruges, Bruxelles, La Haye et Amsterdam. Selon la presse française de l'époque, elle apparaît à Amsterdam lors de la saison 1876/1877 avec succès dans les rôles de Mignon, Carmen et Piccolino d'Ernest Guiraud, et un brillant avenir lui est prédit,.
C'est en chantant aux Pays-Bas qu'elle rencontre le roi Guillaume III et devient sa maîtresse. Il lui confère le titre de «comtesse d'Ambroise» et lui achète des bijoux et une maison de campagne à Meudon où le couple séjourne souvent. Après la mort de son épouse la reine Sophie en juin 1877, William installe Ambre dans les appartements de la défunte reine et annonce qu'il prévoit un mariage morganatique avec elle. Devant l'opposition de ses ministres et de la presse néerlandaise, finalement il met fin à la relation et en 1879, il épouse la princesse Emma de Waldeck.
Ambre revient sur la scène lyrique française. En 1878, chante Violetta dans La traviata au Théâtre-Italien et le rôle-titre dans Aida à l'Opéra de Paris. Elle chante aussi au Her Majesty's Theatre de Londres en novembre et décembre de la même année dans le rôle de Violetta de La traviata, Marguerite dans Faust et Gilda dans Rigoletto. En 1879, elle est de retour à Paris dans le rôle de Juliette dans Les amants de Vérone de Richard d'Ivry au Théâtre de la Gaîté-Lyrique.

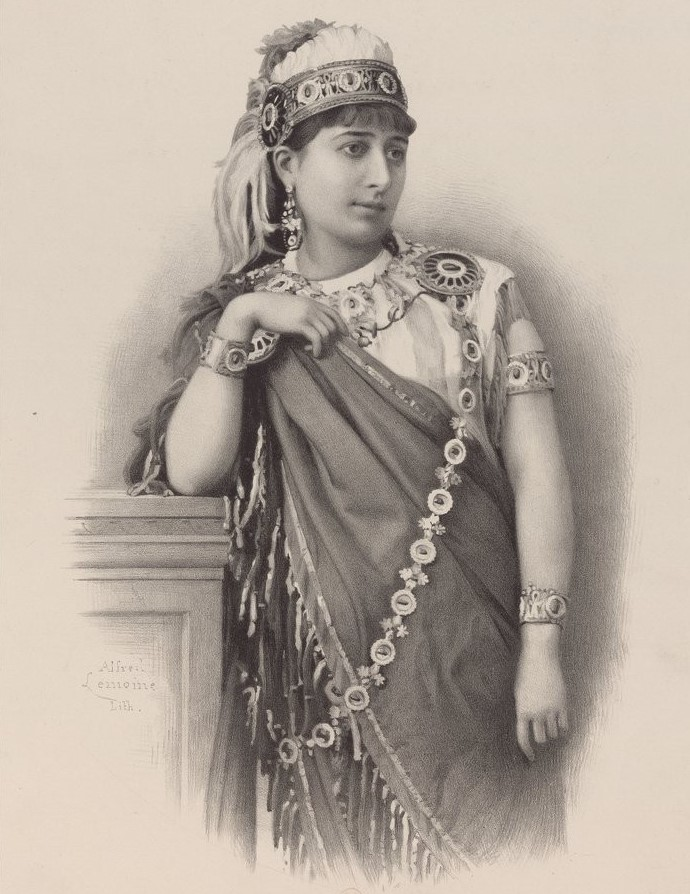
Ambre en Aida, Paris 1878

### Tournées américaines
Le colonel Mapleson, impresario du Her Majesty's Theatre, recrute Ambre pour la tournée américaine de sa troupe qui se déroule de novembre 1879 à mars 1880. Elle apparait à New York, Philadelphie, Chicago, Saint-Louis, Détroit et Cleveland , reprenant ses rôles dans La traviata et Aida et chantant également le rôle-titre dans Carmen et Valentine dans Les Huguenots . Lors de la tournée Elle est accompagnée lpar son amant Gaston de Beauplan (1849–1890), fils d'Arthur de Beauplan et petit-fils d'Amédée de Beauplan, tous deux dramaturges et compositeurs actifs dans la vie musicale et théâtrale parisienne.
Quelques mois après leur retour de la tournée Mapleson, de Beauplan forme sa propre troupe d'opéra français avec Ambre comme soprano vedette et en octobre 1880 partent pour l'Amérique. La tournée commence par une saison réussie à La Nouvelle-Orléans. Cependant, avec de violentes tempêtes de pluie, les inondations et la concurrence de la troupe de Sarah Bernhardt, en février 1881 les recettes diminuent. La troupe se produit à Cincinnati, Chicago et Philadelphie, mais les recettes ne couvrent pas leurs dépenses. Au moment où ils arrivent à New York en mai 1881, les cinq chanteurs principaux refusent de se produire à moins de recevoir leurs arriérés de salaire. Ambre met en gage ses bijoux pour payer les dettes et part pour la France accompagnée du premier ténor de la troupe, Gabriel Tournié laissant de Beauplan régler le rapatriement des autres membres de la troupe.
À son retour en France, Ambre accorde une interview au journaliste Louis Besson dans Le Voleur démentant les rumeurs de fugue et envisage une tournée en Italie. Quant à de Beauplan, il retourne en France et en octobre 1881, Ambre et de Beauplan se retrouvent à Meudon,.

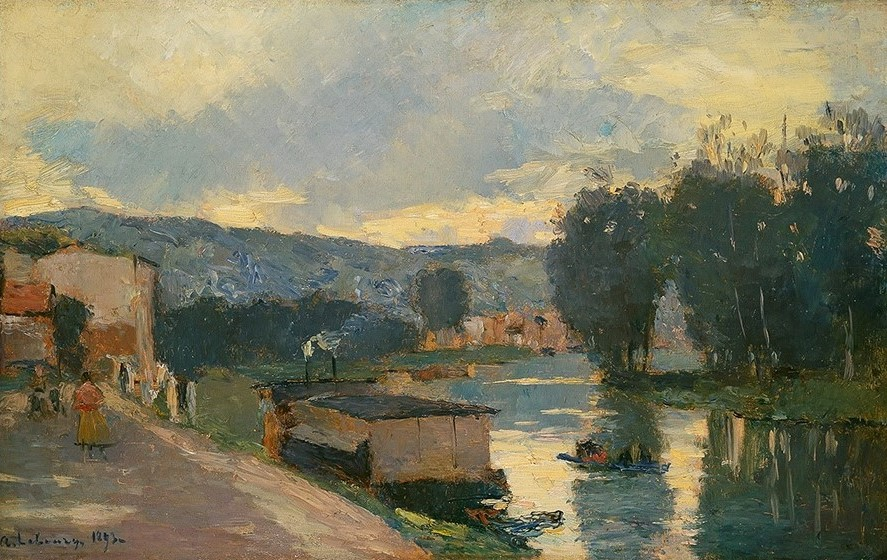
La Seine à Meudon dans un tableau d'Albert Lebourg

Le 10 février 1882, à Meudon, Ambre donne naissance à un fils, Robert. Sur l'acte de naissance, il est inscrit comme le fils de Gaston de Beauplan et d'une « mère inconnue ». Elle commence à tourner dans les opéras provinciaux français connaissant un succès particulier dans Manon de Massenet. En 1885, son roman autobiographique Une Diva est publié par Paul Ollendorff. Paul Ginisty écrit dans Gil Blas, que si elle avait écrit une véritable autobiographie, cela aurait été encore plus intéressant que le roman.

### Dernières années
De Beauplan se lasse des absences d'Ambre et quitte Meudon pour s'installer à Montpellier où il meurt en février 1890 à l'âge de 41 ans. En juin de la même année, Ambre reconnait officiellement son fils Robert qui a huit ans. Elle se retire de la scène et ouvre une école de chant à Paris avec Émile Bouichère, organiste, compositeur et maître de chapelle à l'église Sainte-Trinité. Le couple se marie en 1894, mais Bouichère décède un an plus tard à l'âge de 35 ans. Après la mort de Bouichère, Ambre poursuit son école de chant et ses soirées musicales et mène une vie solitaire.
Elle meurt à Paris en avril 1898. Selon un article du Ménestrel publié quatre ans après sa mort, elle se serait suicidée par overdose de morphine. Son amie Marie Colombier rapporte que les funérailles d'Ambre étaient encore plus tristes que sa mort. Lorsque la voiture portant son cercueil couvert de fleurs est arrivée au Cimetière parisien de Saint-Ouen le 13 avril 1898 pour être enterrée dans la tombe de Bouichère, les personnes présentes ont été informées que les frais requis n'avaient pas été réglés et le cercueil est posé sur le trottoir en attendant que les 200 francs dus soient payés. En vérifiant à nouveau les comptes, le fonctionnaire du cimetière demande 100 francs supplémentaires. Les personnes présentes n'ayant pas assez d'argent, Ambre est enterrée temporairement dans la fosse commune,,. Elle est exhumée le 20 juillet suivant pour rejoindre son époux décédé en 1895 pour le rejoindre dans la 7e division.

Bien que cela faisait de nombreuses années qu'elle ne s'était pas produite aux États-Unis, sa mort est rapportée dans plusieurs journaux là-bas. Le magazine Brooklyn Life écrit en août 1898 :

« Les qualités éphémères du succès lyrique sont une fois de plus illustrées par le cas d'Emilie Ambre. Au début avec Mapleson, elle fit sensation à New York, notamment dans le rôle d'Aida, un rôle auquel son teint très foncé convenait bien. Maintenant, elle est morte. Il n'y a pas si longtemps, ses effets ont été vendus aux enchères à l'hôtel Drouot. Le monde civilisé apprit la nouvelle, mais le public eut à peine un soupir, car la chanteuse était complètement oubliée . »

## Portrait par Manet

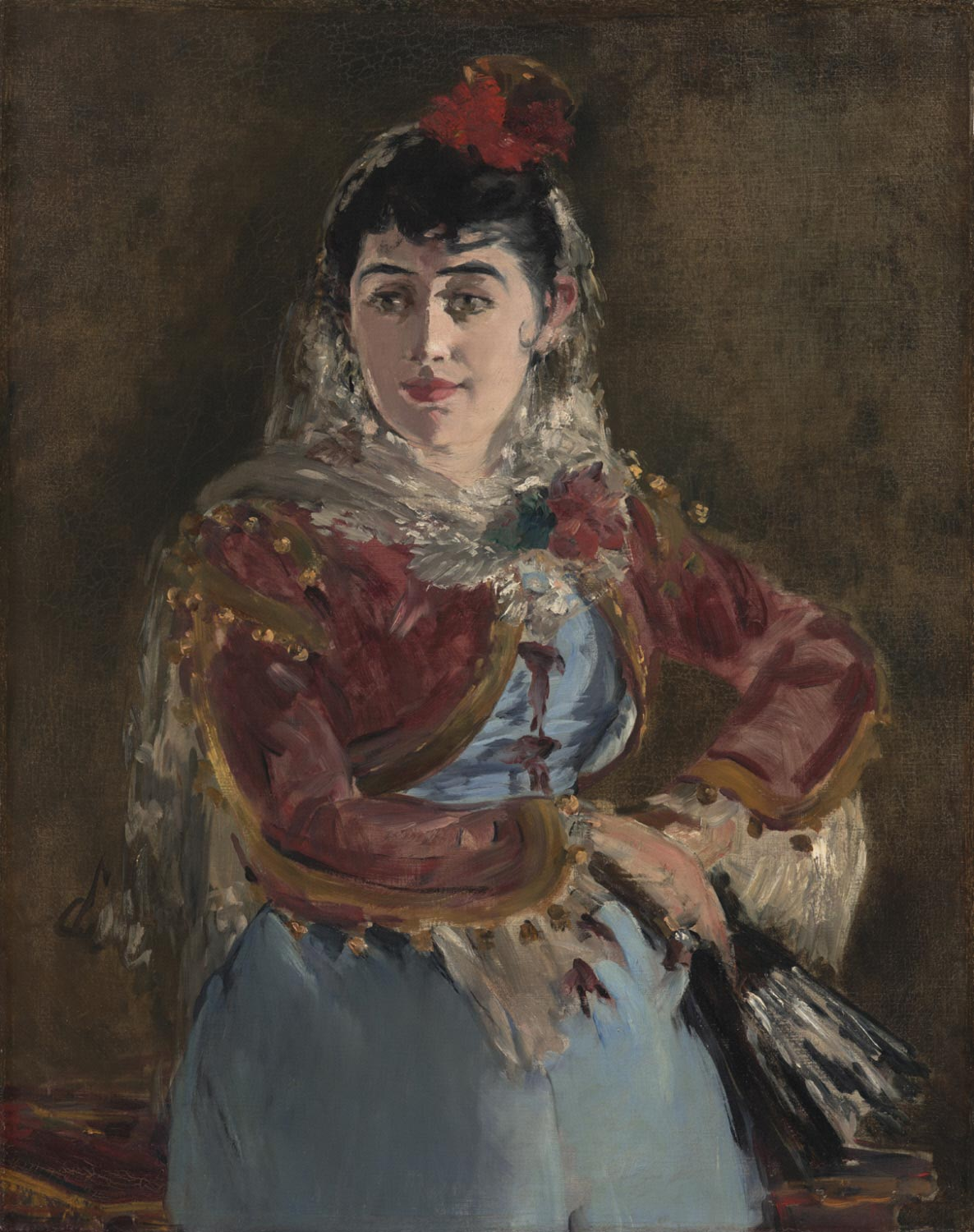
Emilie Ambre d'Manet dans le rôle de Carmen.

Édouard Manet rencontre Ambre pour la première fois à l'été 1879 alors qu'il se fait soigner dans une station thermale près de Meudon. Ambre et de Beauplan, qui prévoient de partir pour la tournée américaine proposent d'emmener L'exécution de l'empereur Maximilien de Manet peinte en 1869 mais jamais exposée et d'organiser son exposition à New York et à Boston. À l'été et au début de l'automne 1880, Manet et sa famille séjournent dans la maison à Meudon où il peint un portrait d'Ambre en tant qu'héroïne gitane espagnole de l'opéra Carmen de Bizet.
Emilie Ambre en tant que Carmen est achetée aux Manet en 1883 par la veuve de Thomas A. Scott et reste dans la famille Scott jusqu'en 1964, date à laquelle leur collection est donnée au Philadelphia Museum of Art. Exposé en permanence le tableau est présenté dans plusieurs expositions internationales, à New York et à Paris en 2002-2003 dans le cadre de Manet/Velázquez : The French Taste for Spanish Painting, une exposition organisée par le Metropolitan Museum of Art, puis au Musée du Prado en octobre 2003 pour la première rétrospective du musée consacrée à l'œuvre de Manet. En 2012-2013, il est présenté au Musée d'Art de Toledo dans l'Ohio et à la Royal Academy of Art de Londres dans le cadre de Manet: Portraying Life, une exposition entièrement consacrée aux portraits de Manet,,,.